# Kydieae
Kydieae es una tribu de plantas con flores perteneciente a la familia Malvaceae. 

## Géneros
- Dicellostyles Bentham, in Bentham & J.D. Hooker,
- Julostylis Thwaites, 1858
- Kydia Roxburgh, 1811